# Lagartos (kommunhuvudort)
Lagartos är en kommunhuvudort i Spanien.   Den ligger i provinsen Provincia de Palencia och regionen Kastilien och Leon, i den norra delen av landet, 240 km norr om huvudstaden Madrid. Lagartos ligger 916 meter över havet och antalet invånare är 136.
Terrängen runt Lagartos är platt. Runt Lagartos är det mycket glesbefolkat, med 3 invånare per kvadratkilometer. Närmaste större samhälle är Saldaña, 18,9 km nordost om Lagartos. Trakten runt Lagartos består till största delen av jordbruksmark.